# ファロメーター

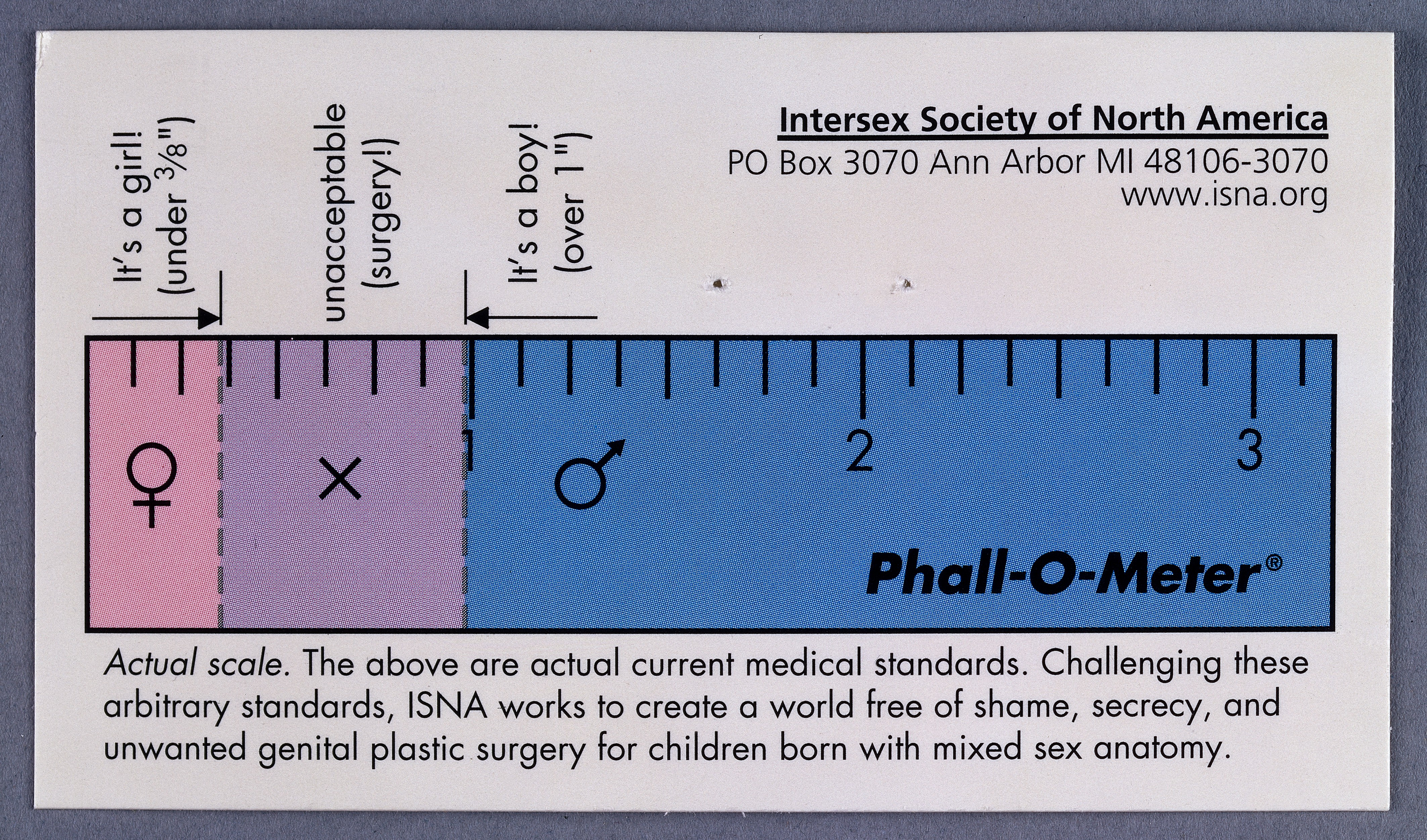
ファロメーターの図

ファロメーターまたはファル・オ・メーター（英: Phall-O-meter）は、原始生殖茎分化後の正常な男性・女性の医療評価基準を批評する風刺的な尺度である。このツールは、スザンヌ・ケスラーのコンセプトに基づいてキイラ・トリエア（デニス・ツリー）が開発したもので、インターセックスの身体に対する医療処置への懸念を示す目的で使用される。

## 概要
ファロメーターは、心理学のスザンヌ・ケスラーの主張に基づいて、キイラ・トリエアによって開発された。ケスラーは著書『Lessons from the Intersexed 』の中で、医学的に許容される幼児の陰茎と陰核のサイズの範囲を纏めている。ケスラーは、陰核の長さの標準的な表は1980年代後半に登場し、陰茎の長さの標準的な表はその40年以上前に登場したと述べている。彼女はこれらの標準表を組み合わせて、「女性も男性も持つことを許されない外性器の長さの中間領域」を、陰核が9mmより大きいか、陰茎が25mmより短いこととした。
このメーターは、今は無き北米インターセックス協会が、間性に対する医療への懸念を示す手段として印刷したものである。
アン・ファウスト＝スターリングは、2000年に出版した著書『Sexing the Body』の中で、インターセックス権利運動のメンバーが「ファロメーター」を開発した経緯について述べている。著者は、規範となる表が存在するにもかかわらず、臨床医の実践はより「主観的」なものであることを指摘する。同様に、2003年にアメリカ社会学会で発表された論文の中で、シャロン・プリーヴスは、1993年11月にジョンズ・ホプキンス・マガジンに寄稿したメリッサ・ヘンドリックスを引用し、主観的な臨床規範と手術管理との関係について述べている：
ファロメーターのコピーは現在、ロンドンのウェルカム図書館とスミソニアン博物館に所蔵されている。

## 関連概念
オーキドメーター、キグレイ尺度、プラダー尺度など、性器を「正常」な男性または女性、または「異常」と定義するための多数の臨床スケールと測定システムが存在する。